# Blancuntre
Blancuntre o Aldea Blancuntre es una localidad del norte de la provincia del Chubut, en la Patagonia argentina, dentro del departamento Gastre.

## Población
Contó con 82 habitantes (Indec, 2010), lo que representó un incremento del 7,8 % frente a los 76 habitantes (Indec, 2001) del censo anterior.
El censo 2022 registró una población de 63 habitantes que se repartieron entre 33 hombres y 30 mujeres. Sin embargo, las cifras obtenidas fueron estimativas solo teniendo en cuenta a la población en viviendas particulares; es decir, excluyendo del dato a la población institucional y las personas sin hogar. Gracias a este censo también fue posible conocer su densidad y tamaño urbano.
| Gráfica de evolución demográfica de Blancuntre entre 1991 y 2022 |
|                                                                  |
| Fuente: Censos nacionales del INDEC                              |